# Ferenc Molnár (piłkarz)
Ferenc Molnár (ur. 28 listopada 1884 w Budapeszcie, zm. 9 stycznia 1959 tamże) – węgierski piłkarz, grający na pozycji napastnika, trener piłkarski.

## Kariera piłkarska

### Kariera klubowa
W 1906 roku rozpoczął karierę piłkarską w klubie Újpesti TE. W następnym roku został piłkarzem MTK Budapest. W 1920 wyjechał do Włoch, gdzie potem występował w klubach Spes Genova, Spezia Calcio, Anconitana, Hellas Werona i Olympia Fiume, gdzie zakończył karierę w roku 1926.

### Kariera reprezentacyjna
W październiku i listopadzie 1906 rozegrał 2 mecze w reprezentacji Węgier.

## Kariera trenerska
Karierę szkoleniowca rozpoczął w 1920 roku. Jeszcze będąc piłkarzem łączył również funkcje trenerskie w Spes Genova, Spezia Calcio, Anconitana, Hellas Werona i Olympia Fiume. Od 20 lipca do 19 września 1926 prowadził reprezentację Łotwy. Potem trenował Biellese i Andrea Doria. Od 27 lipca do 13 sierpnia 1927 prowadził reprezentację Litwy. Potem pracował z klubami SSC Napoli, Casale, S.S. Lazio, Novara, Alessandria, Cagliari Calcio, Feyenoord, ACF Fiorentina, Juventus Domo, Varese, Ambrosiana, Udinese Calcio i Reggiana.
W 1943 roku został zmuszony do opuszczenia Włoch, kiedy powołano go do rezerw armii węgierskiej w II wojnie światowej.

## Sukcesy i odznaczenia

### Sukcesy piłkarskie
MTK Budapest
- mistrz Węgier: 1907/08, 1913/14, 1916/17, 1917/18, 1918/19, 1919/20